# 배턴루지 킹피쉬
| 배턴루지 킹피쉬 |                                                                                                |
| 콘퍼런스        | 남부 콘퍼런스 (1997년~2003년)                                                                  |
| 디비전          | 사우스 디비전 (1996년~1997년) 사우스웨스트 디비전 (1997년~2003년)                              |
| 설립연도        | 1996년                                                                                         |
| 해체연도        | 2003년                                                                                         |
| 역사            | 이리 팬서스 (1988년~1996년) 배턴루지 킹피쉬 (1996년~2003년) 빅토리아 새먼 킹스 (2004년~2011년) |
| 경기장          | 배턴루지 리버사이드 센트로플렉스                                                               |
| 연고지          | 루이지애나주 배턴루지                                                                          |
| 상징색          | 파랑, 하양, 검정, 빨강                                                                         |
| 구단주          |                                                                                                |
| 단장            |                                                                                                |
| 감독            |                                                                                                |
| NHL 제휴        |                                                                                                |
| AHL 제휴        |                                                                                                |
| 정규시즌 우승   |                                                                                                |
| 콘퍼런스 우승   | 1 (2000)                                                                                       |
| 디비전 우승     |                                                                                                |
| 켈리 컵         |                                                                                                |
| 영구 결번       |                                                                                                |

배턴루지 킹피쉬(Baton Rouge Kingfish)는 미국 루이지애나주 배턴루지을 연고지로 하는 1996년부터 2003년까지 ECHL 소속되었던 아이스 하키팀이다.
2004년 연고지를 브리티시컬럼비아주 빅토리아 (빅토리아 새먼 킹스)로 이전했다.

## 역대 홈경기장
| 경기장                           | 사용기간      | 수용인원 | 장소                  | 비고 |
| -------------------------------- | ------------- | -------- | --------------------- | ---- |
| 배턴루지 킹피쉬                  |               |          |                       |      |
| 배턴루지 리버사이드 센트로플렉스 | 1996년~2003년 | 10,400명 | 루이지애나주 배턴루지 | 빈칸 |